# Межирич (Днепропетровская область)
Межи́рич (укр. Межиріч) — село в Межиричском сельском совете Павлоградского района Днепропетровской области Украины.
Население по переписи 2001 года составляло 4174 человека.
Является административным центром Межиричского сельского совета, в который, кроме того, входят сёла
Домаха,
Дачное,
Оженковка,
Червоная Нива и посёлок
Новосёловское,

## Географическое положение
Село Межирич находится на левом берегу реки Волчья, выше по течению на расстоянии в 1 км расположен посёлок Новосёловское,
ниже по течению на расстоянии в 1,5 км расположено село Червоная Нива, на противоположном берегу — город Павлоград и село Весёлое.
Рядом проходят автомобильная дорога М-04 (E 50) и
железная дорога, станции Платформа 119 км в 1,5 км и Межиричи в 3-х км.

## Название
В некоторых документах село называют Межиричи.

## История
- Слобода Межирич основана в 1689 году.

## Экономика
- НПО «Павлоградский химический завод».
- «Межирич», сельскохозяйственный кооператив.
- ООО «Заря».

## Объекты социальной сферы

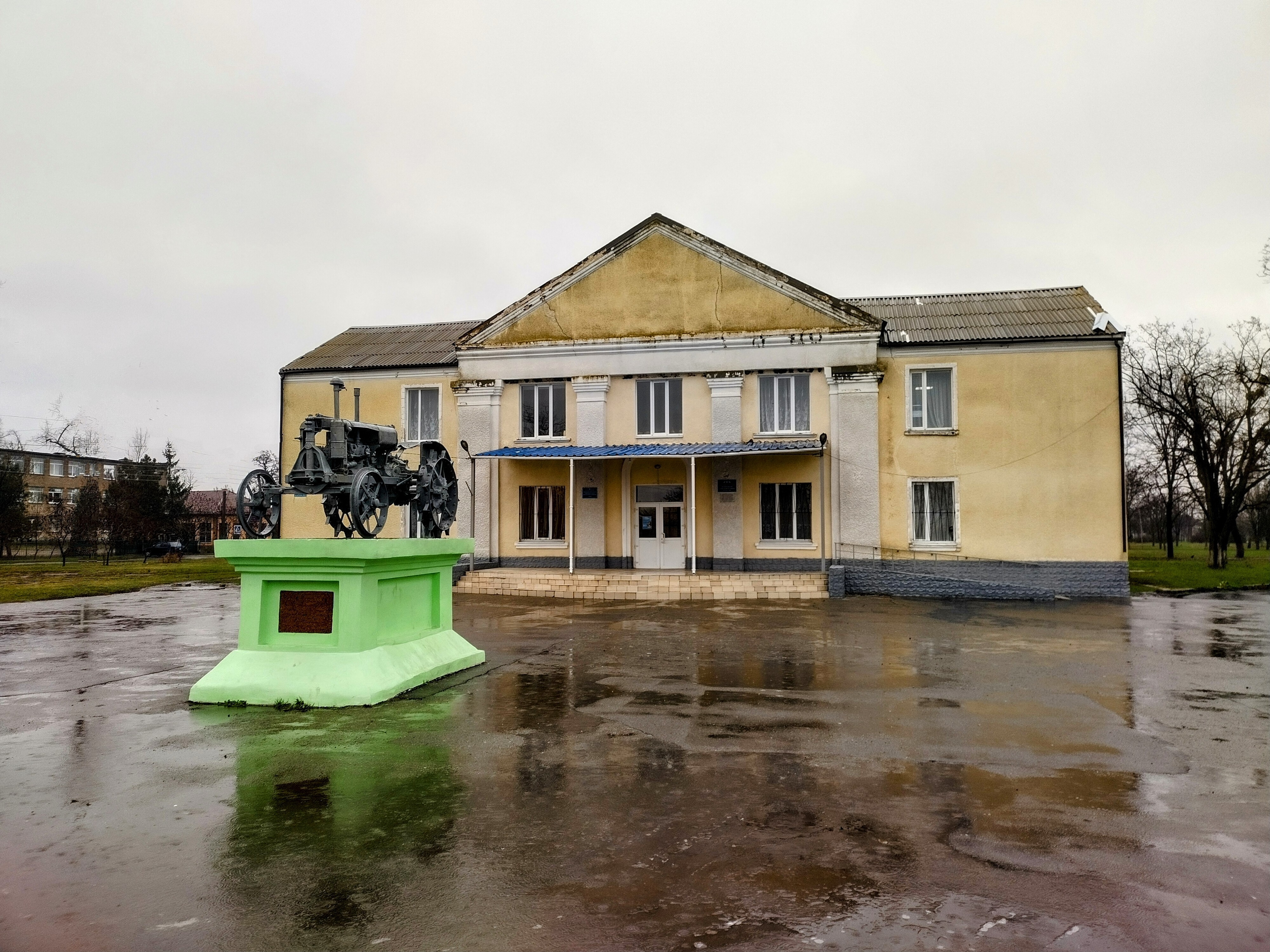
Дом культуры

- Школа № 1.
- Школа № 2.
- 2 детских сада.
- Дом культуры.
- Школа эстетического воспитания.
- Музей.
- Амбулатория.
- Детский Дом «Моя семья»
- Межиречская сельская библиотека.

## Достопримечательности
- Братская могила советских воинов.

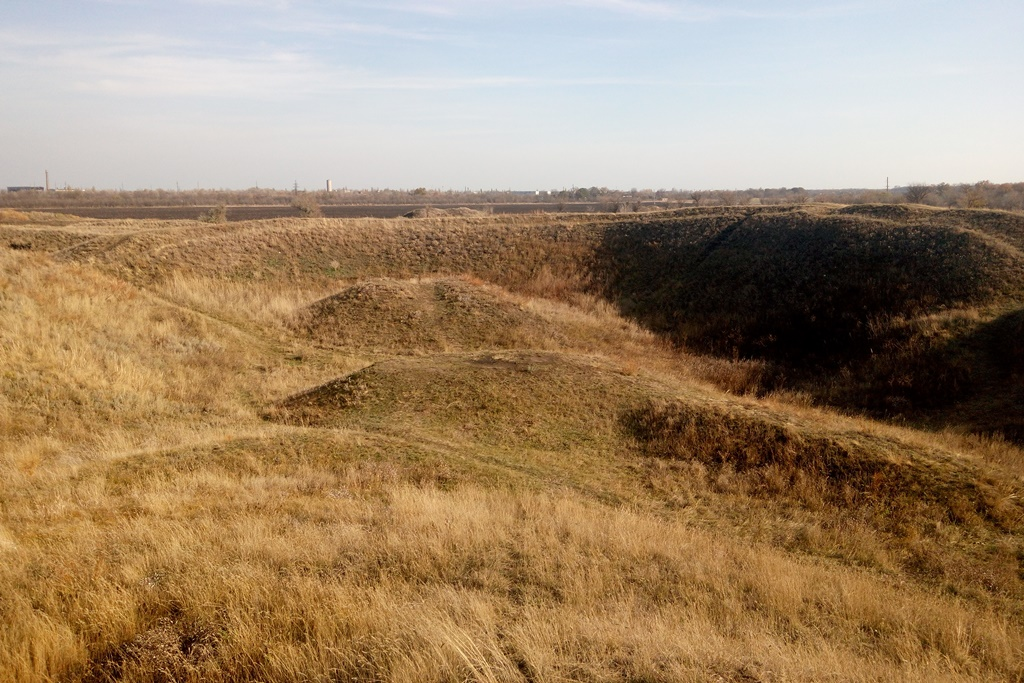
Вид на центральную чашу Мавринского майдана

- Вид на центральную чашу Мавринского майданаМавринский майдан — сооружение, представляющее собой земляные валы, высотой несколько метров, расположенные особым, традиционным для подобных построек, образом. В центре всегда располагается кольцевая насыпь, с несколькими узкими проходами наружу, и углублением внутри.

## Экология
- На расстоянии 1,5 км от села расположен Павлоградский химический завод (производство взрывчатых веществ, ракетного топлива, снаряжение боеприпасов, твердотопливных ракет. Утилизация боеприпасов и твердотопливных изделий[2]).